# Eupithecia melaleucata
Eupithecia melaleucata là một loài bướm đêm trong họ Geometridae.